# Manuel Quero Turillo
Manuel Quero Turillo (Jaén, España, 1554 - Cefalú, Italia, 2 de septiembre de 1605) fue un prelado católico que se ocupó el cargo de obispo de Cefalú.

## Biografía
Nació en Jaén, España en 1554. Se licencio en In utroque jure. El 18 de diciembre de 1596 fue nombrado obispo de Cefalù por el papa Clemente VIII, a propuesta del rey Felipe II, como rey de Sicila. Fue consagrado en Roma el 30 de mayo de 1597 por Julio Antonio Santorio, cardenal presbítero de Santa María en Trastevere. En 1602 celebró un sínodo diocesano. Permaneció en la sede de Cefalù hasta su muerte el 2 de septiembre de 1605. Esta enterrado en la catedral de Cefalú.